# Netto Donato
 Antônio Donato Netto, mais conhecido como Netto Donato (São Carlos, 5 de junho de 1981), é um advogado e político brasileiro, filiado ao PP. É o atual prefeito de São Carlos desde 1 de janeiro de 2025 após eleger-se com 68 178 votos, o equivalente 53,54% dos votos válidos na eleição municipal de 2024, tendo como companheiro de chapa e vice-prefeito eleito o advogado Roselei Françoso (MDB).
Advogado de profissão, com formação pela Faculdade de Direito de São Carlos (FADISC/2005), especialista em Direito Público pela Faculdade de Direito “Professor Damásio de Jesus” (2006) e mestre em Gestão e Políticas Públicas pela Fundação Getúlio Vargas (2017). Trabalha como gestor público desde 2006, tendo, entre outras experiências, ocupado a função de Diretor Legislativo na Câmara Municipal de São Carlos (2014 a 2016) e a Coordenadoria Estadual de Cidades Inteligentes do Governo do Estado (2021). Também foi secretário municipal de Governo na Prefeitura Municipal de São Carlos entre agosto de 2022 e maio de 2024. É neto do ex-vereador e deputado estadual Antonio Donato.

## Carreira política
Disputou uma cadeira na Câmara Municipal em 2012 pelo PMDB, onde ficou como suplente. Concorreu anteriormente para prefeito em 2016 pelo PMDB e em 2020 pelo PSDB, sem êxito.

### Desempenho eleitoral
| Ano  | Eleição                 | Partido | Candidato a | Votos obtidos | %     | Situação   |
| ---- | ----------------------- | ------- | ----------- | ------------- | ----- | ---------- |
| 2012 | Municipal de São Carlos | MDB     | Vereador    | 938           | 0,75  | Não Eleito |
| 2016 | Municipal de São Carlos | MDB     | Prefeito    | 25 016        | 20,25 | Não Eleito |
| 2020 | Municipal de São Carlos | PSDB    | Prefeito    | 17 882        | 16,02 | Não eleito |
| 2024 | Municipal de São Carlos | PP      | Prefeito    | 68 178        | 53,54 | Eleito     |